# Papers, Please
Papers, Please (с англ. — «Документы, пожалуйста») — компьютерная игра в жанре головоломка, созданная независимым разработчиком Лукасом Поупом и выпущенная 8 августа 2013 года для платформ Windows и OS X через систему цифровой дистрибуции Steam. 12 февраля 2014 года стала доступна версия игры для Linux, 12 декабря 2014 года вышла версия игры для iOS, а 5 августа 2022 года стала доступна для устройств Android.
Действия игры берут начало в 1982 году на контрольно-пропускном пункте в вымышленном государстве под названием Арстотцка. Главный герой побеждает в лотерее рабочих мест и получает работу сотрудника пограничного контроля миграционной службы. Каждый игровой день игрок проверяет документы у приезжих, которые заходят на КПП по очереди и пытаются попасть на территорию Арстотцки. Задача игрока — проверять их на подлинность и соответствие всем правилам, которые игрок получает от руководства каждый рабочий день. Чем больше людей обслужит игрок, тем больше он заработает кредитов — внутриигровой валюты. В конце каждого дня игрок выбирает, на что ему потратить заработанные кредиты, но ему нельзя забывать о том, что он также должен кормить и содержать свою семью.
После путешествий по Азии со своей женой Лукасу пришла идея о том, что работу сотрудника иммиграционной службы можно превратить в забавную игру.

## Игровой процесс

Интерфейс Papers, Please. Сверху — общий вид на КПП, в правой части находится рабочий стол игрока, а слева — окно выдачи документов

Главный герой — сотрудник иммиграционной службы вымышленной страны Арстотцка, который работает на контрольно-пропускном пункте Восточного Грештина. Вместе с работой главный герой получает служебную квартиру 8-го класса, в которой он будет жить вместе с семьёй. В течение рабочего дня на КПП по очереди заходят иностранцы и возвращающиеся сограждане и предъявляют игроку документы, а тот, в свою очередь, должен изучить их и принять решение — впускать посетителя в Арстотцку или нет.
Каждый новый рабочий день игрок получает листовку от министерства, в которой описаны изменения в своде правил в отношении проходящих приезжих, что усложняет или упрощает игру. В начале игры игрок просто проверяет данные в паспорте, но со временем в игре появляются другие документы, такие как разрешение на въезд, пропуск на работу и дополнительное удостоверение личности.
Сначала в распоряжении игрока находятся лишь два штампа: «разрешить» и «отказать». Позже появляется и третий штамп — «причина отказа». В случае обнаружения несоответствия игрок вправе отказать приезжим в въезде или вовсе задержать. Также у игрока есть книга со сводом правил и другой справочной информацией, такой как печати разных стран.
В случае выявления несоответствия фотографии в паспорте с человеком, стоящим перед игроком, игрок может попросить приезжего сдать отпечатки пальцев для проверки личности. Если пол человека, указанный в паспорте, вызывает сомнения, или вес персонажа на весах и в документах различаются, то игрок может попросить гражданина пройти сканирование, после которого игрок получит обнажённую карточку, на которой будет виден пол человека или наличие на теле сканируемого контрабанды. Нарушителя с поддельными документами или контрабандой можно арестовать, нажав на кнопку, появившуюся после выявления нарушения. После нажатия на неё в помещение заходят охранники и задерживают персонажа.
За каждый правильно поставленный штамп игрок получает по 5 единиц внутриигровой валюты — кредитов, которые в конце дня может потратить на оплату жилья, отопления, покупку еды и лекарств, а также на переезд в квартиру более высокого класса и на улучшения, упрощающие работу инспектора. В игре введена система штрафов за ошибки: за первые два неправильных штампа в паспорте игрок получает предупреждение, а за последующие ошибки игрок теряет кредиты.
К середине игры через КПП начинают ходить враждебные Арстотцке провокаторы. Обстановка накаляется, постоянно случаются теракты, и в игре возможны три счастливые концовки и семнадцать несчастных.

## Разработка

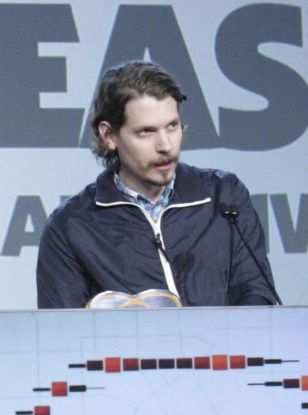
Лукас Поуп на церемонии вручения наград GDC, 2014 год

Papers, Please была разработана Лукасом Поупом — бывшим разработчиком из Naughty Dog и одним из создателей серии игр Uncharted. Поуп покинул Naughty Dog примерно в 2010 году после релиза Uncharted 2: Among Thieves и переехал в японский город Сайтама вместе со своей женой Кейко, которая работала игровым дизайнером. Этот шаг должен был сблизить семью, но Поуп разрабатывал небольшие игры вместе с Кейко во время своего пребывания в Naughty Dog и хотел отойти от «определённой формулы» серии Uncharted к разработке своих собственных игр. Они вместе работали над несколькими проектами и ненадолго переезжали в Сингапур, чтобы помочь их другу с его игрой. Из своих путешествий по Азии и некоторых обратных поездок в США Поуп заинтересовался работой иммиграционных служб: «У них есть определённая вещь, которую они делают, и они просто делают это снова и снова». Он подумал, что опыт проверки паспортов, который он считал «напряжённым», можно превратить в забавную игру.
Хотя он смог придумать механику проверки паспортов, Поупу не хватало истории, чтобы управлять игрой. Он получил вдохновение от фильмов, таких как «Операция „Арго“» и «Джейсон Борн», в которых фигурируют персонажи, пытающиеся проникнуть в другие страны или покинуть их. Поуп увидел возможность изменить эти сценарии, поставив игрока в роли иммиграционного служащего, чтобы остановить агентов, в соответствии с существующей механикой геймплея. Поуп придумал вымышленную страну Арстотцку, которая по духу напоминает государство восточного блока с персонажами, направленным на поддержание славы этой страны, ведущие строгие правила проезда на её территорию. Арстотцка была придумана частично с более ранней игры Поупа The Republia Times, где игрок выступает в качестве главного редактора газеты в тоталитарном государстве, и должен решать, какие новости включать или фальсифицировать, чтобы отстаивать интересы государства. Поуп также был вдохновлён Берлинской стеной и проблемами между Восточной и Западной Германией. Он постарался избежать включения каких-либо конкретных ссылок на эти вдохновения, например, избегая слова «товарищ» как в английской, так и в переведённых версиях, поскольку это прямо указывало бы на импликацию СССР. Использование вымышленной страны дало Поупу больше свободы в повествовании, не имея необходимости основывать события в игре на какой-либо реальной политике, избегая предвзятых предположений.
Впоследствии Поуп написал игру Papers, Please в том же вымышленном мире. Игра написана на открытом языке программирования Haxe с использованием открытого Framework NME. Поуп, будучи американцем, жил в Японии, из-за чего постоянно испытывал трудности в международных поездках, что послужило основой для сюжета игры.
В дополнение к министерствам, присутствующим в игре, Лукас Поуп также упомянул министерство пропаганды, министерство отдыха и развлечений и министерство штампов в Twitter, но они не появились в игре.
11 апреля 2013 года игра была направлена в сервис Steam Greenlight, после чего была одобрена сообществом 1 мая.
Собирая деньги на разработку, Поуп просил людей присылать свои имена и фамилии. В числе прочего, в игру вошли Рулон Обоев (пародия на чеченские и дагестанские имена) и Головач Лена (табуированный омофон). Впоследствии подобные шутки отчасти убрали.
В игре для iPad пришлось «зацензурить» обнажённые тела во время досмотра. Тем не менее, в настройках есть возможность включить обнажённую натуру.
В версии 1.4.9 от 7 марта 2023 года игра перешла с Haxe/OpenFL на Haxe/Unity.

## Критика
| Сводный рейтинг       | Сводный рейтинг |
| Агрегатор             | Оценка          |
| --------------------- | --------------- |
| GameRankings          | 81,95 %         |
| Metacritic            | 85/100          |
| Иноязычные издания    |                 |
| Издание               | Оценка          |
| Edge                  | 9/10            |
| Eurogamer             | 9/10            |
| IGN                   | 8,7/10          |
| PC Gamer (UK)         | 87/100          |
| Polygon               | 8,0/10          |
| Русскоязычные издания |                 |
| Издание               | Оценка          |
| Absolute Games        | 90 %            |
| Riot Pixels           | 80/100          |

Papers, Please получила преимущественно положительные отзывы критиков ведущих игровых изданий, рейтинг Metacritic игры составляет 85/100. Разработчик также получил за игру ряд престижных премий в области компьютерных игр, в числе которых BAFTA (в номинации «Лучшая стратегия или симуляция»), Independent Games Festival (в номинациях Excellence in Narrative, Excellence in Design, Seumas McNally Grand Prize) и Game Developers Choice Awards (в номинациях Best Downloadable Game и Innovation Award).
Игра победила в номинации «Инди года» (2013) журнала «Игромания».
Летом 2018 года, благодаря уязвимости в защите Steam Web API, стало известно, что точное количество пользователей сервиса Steam, которые играли в игру хотя бы один раз, составляет 2 306 775 человек.

## Экранизация
По мотивам Papers, Please снят короткометражный фильм «Ваши документы». Режиссёрами фильма являются Никита Ордынский и Лилия Ткач. Главную роль в фильме исполнил Игорь Савочкин, актёр, известный по фильмам «Ночной дозор», «Адмиралъ» и «Левиафан». Премьера фильма состоялась 27 января 2018 года в доме культуры «Трёхгорка» в Москве.
Фильм стал доступным к просмотру 24 февраля 2018 года в системах видеохостинга Steam и Youtube.